# 쓰기 과정
쓰기 과정 연구는 1970년대 초에 처음 시작되었다. 오늘날 쓰기 및 작문 연구 핵심 개념을 살펴보면 교사의 초점이 글짓기 과정으로 바뀌었다.
글을 쓰는 과정은 1) 주제 설정, 2) 계획하기, 3) 집필하기(초안 과정) 4) 퇴고하여 고쳐쓰기의 단계로 나눌 수 있다.

## 주제 설정
주제설정:‘무엇에 대해 쓸 것인가’ 하는 문제이다.

## 계획하기
주제가 결정된 다음에는 그러한 주제를 어떻게 구체적인 글로 전달할지 세부적인 계획을 세워야 한다. 이때 필자는 먼저 글을 쓰는 목적이 무엇인가, 누구를 위해서 쓰는 글인가를 생각하여, 독자들의 지적 수준 및 주제 이해도를 염두에 두고 계획을 세워야 한다.
다음으로 그 글을 쓸 수 있는 여건을 고려해서 계획을 세워야 한다. 즉 그 글이 수업시간의 과제물인가, 한가한 때에 그저 쓰는 글인가, 원고 청탁을 받고 쓰는 글인가에 따라 원고의 분량, 제출 기일 등에 여러 가지 제약에 맞는 원고 작성 계획을 세운다.
이러한 사항을 염두에 둔 후, 구체적인 작문을 위한 계획으로는 먼저 그 글의 세목을 확정하고 개요를 작성하는 일이 필요하다. 글의 세목 확정은, 처음에는 순서 같은 것은 생각하지 말고, 그 글에 포함시켜야 할 세목이라고 생각되는 것은 모두 써보는 과정이다. 개요의 작성은 그 글의 재료로 사용하기로 선정된 세부 항목들을 체계적으로 구성해 보는 과정이다.

## 집필하기
주제가 결정되고, 세목의 순서가 정해지고, 그것을 짜맞출 골격으로서의 개요가 작성되면, 다음은 그것을 글로 써나가게 된다.
글은 원고가 완성되기 이전에 대개 초고 집필의 과정을 거치게 된다. 최초의 초고는 미완성의, 결점이 많은 글이라도 무방하며, 생각이 바뀌기 전에, 통일성을 유지하면서 세부적인 표현에 얽매이지 않고 개요를 잘 살려서 마음의 동요 없이 과감하게 글을 써나간 후, 원고지에 옮기는 과정에서 세부적인 사항을 수정·보완한다.
초고를 쓸 때에도 항상 문장 표현상의 기본요건은 충실히 이행해야 하며, 특히 쓰고자 하는 글이 논문류일 경우에는 처음부터 논문작성법에 맞추어 쓰도록 주의한다. 이때 각 구성 단계의 유기적 연결을 염두에 두면서 서두쓰기, 본문쓰기, 결말쓰기 요령에 맞게 집필하여 한 편의 완결된 글이 되게 한다.
초고는 보통 노트에 쓰는 일이 많은데, 이때 노트의 양면 가운데 한 면은 수정을 위하여 완전히 비워두는 것이 좋다.

## 고쳐쓰기
초고를 바탕으로 수정·보완하고 정리하는 작업을 퇴고라고 한다.
정확하고 올바른 퇴고를 위해서는 대체로 다음의 세 가지 원칙을 따르는 것이 추천된다. 첫째, 쓰여진 글에서 빠진 부분과 부족하다고 느껴지는 부분을 찾아 보완해야 한다. 둘째, 불필요한 부분이 들어가 있거나 지나치게 많이 들어간 것들을 찾아 삭제해야 한다. 셋째, 쓰인 글의 순서를 바꾸었을 때 더욱 효과적일 부분은 없는가 살펴보고, 문장 구성을 변경하여 주제 전개의 양상을 부분적으로 고친다.

## 같이 보기
- 작가의 폐색
- 문체
- 방식 안내

## 참고 도서
- Berthoff, Ann.  "The Making of Meaning: Metaphors, Models and Maxims for Writing Teachers".
- Biron, Dean. The Death of the Writer. Australian Book Review. 331 (2011): 36-44.
- Brand, Alice G. "The Why of Cognition: Emotion and the Writing Process". CCC 38.4 (1987): 436-443.
- Bruffee, Kenneth A. "Collaborative Learning and the 'Conversation of Mankind'" College English 46.7 (1984): 635-652.
- Elbow, Peter. Writing without Teachers 2nd ed. Oxford University Press, USA, 1998.
- Flower, Linda and John R. Hayes. "A Cognitive Process Theory of Writing". CCC 32.4 (1981): 365-387.
- Guffey, Rhodes and Rogin. "Business Communication: Process and Product". Third Brief Canadian Edition. Thomson-Nelson, 2010.
- Murray, Donald. Writing to Learn 8th ed. Wadsworth. 2004
- Pattison, Darcy. Paper Lightning 보관됨 2008-05-12 - 웨이백 머신: Prewriting Activities to Spark Creativity and Help Students Write Effectively.
- Sommers, Nancy. "Revision Strategies of Student Writers and Experienced Adult Writers". CCC 31.4 (1980): 378-388.